# Gecarcinidae
Gecarcinidae (Macleay, 1838) è una delle otto famiglie conosciute di granchi terricoli della superfamiglia Grapsoidea. Analogamente a tutti gli altri granchi, i granchi della famiglia Gecarcinidae sono in possesso di una serie di branchie. Inoltre, la parte del carapace copre le branchie viene gonfiato e dotato di vasi sanguigni. Questi organi sono in grado di estrarre ossigeno dall'aria, analogamente ai polmoni nei vertebrati. Gli adulti dei Gecarcinidae hanno abitudini terrestri, ma raggiungono il mare periodicamente per la riproduzione, dove le loro larve si sviluppano. I Gecarcinidae sono onnivori tropicali che a volte causano notevoli danni alle colture. La maggior parte dellespecie appartenenti alla famiglia sono caratterizzati dalla presenza di una delle due chele di dimensioni maggiori dell'altra.

## Tassonomia
La famiglia comprende ventitré generi qui riportati:
- Barytelphusa
- Cardisoma (Latreille, 1825)
- Cylindrotelphusa
- Discoplax (A. Milne-Edwards, 1867)
- Epigrapsus (Heller, 1862)
- Gecarcinus (Leach, 1814)
- Gecarcoidea (H. Milne Edwards, 1837)
- Globitelphusa (Alcock, 1909)
- Gubernatoriana (Bott, 1970)
- Inglethelphusa (Bott, 1970)
- Johngarthia (Türkay, 1970)
- Lamella (Bahir & Yeo, 2007)
- Lepidothelphusa (Colosi, 1920)
- Liotelphusa (Alcock, 1909)
- Maydelliathelphusa (Bott, 1969)
- Phricotelphusa (Alcock, 1909)
- Pilarta (Bahir & Yeo, 2007)
- Snaha (Bahir & Yeo, 2007)
- Stygothelphusa (Ng, 1989)
- Thaksinthelphusa (Ng & Naiyanetr, 1993)
- Travancoriana (Bott, 1969)
- Vanni (Bahir & Yeo, 2007)
- Vela (Bahir & Yeo, 2007)